# Op die dag
Op die dag is een hoorspel van Olov Hartman. Het werd vertaald door Pé Hawinkels en bewerkt door Coert Poort. De NCRV zond het uit op maandag 24 maart 1975, van 21:10 uur tot  22:15. De regisseur was Johan Wolder.

## Rolbezetting
- Paul van der Lek (commandant)
- Cees van Ooyen (soldaat 1)
- Olaf Wijnants (soldaat 2)
- Jules Croiset (Amos)
- Mieke Lelyveld (koor 1)
- Gees Linnebank (koor 2)
- Hans Hoekman (herder 1)
- Eric Schuttelaar (herder 2)
- Felix Troch (herder a)
- Andy Daal (herder b)
- Rein Edzard (herder c)
- Els van Rooden (vrouw)
- Hans Veerman (minister)
- Donald de Marcas (priester)
- Willy Ruys (magnaat)
- Edo van Dijken (drager)
- Nora Boerman (dame 1)
- Liesbeth van Santvoord (dame 2)
- Hans Karsenbarg (koopman 1 & Amazia)
- Jan Hundling (koopman 2)
- Frans Somers (architect)

## Inhoud
Dit hoorspel werd voor het eerst opgevoerd op de assemblee van de Wereldraad voor Kerken in Uppsala in 1968. De vergadering stond in het teken van het thema “En zie, ik maak alle dingen nieuw”. Het spel ontleent veel van zijn thematiek, beelden en woordgebruik van het Oudtestamentische verhaal van Amos. Rechtsverkrachting, onderdrukking en uitbuiting der armen, schijnreligiositeit en quasi-cultureel gedoe worden aan de kaak gesteld. Gedurende de vaak tumultueuze scènes wordt bij herhaling aandacht besteed aan het aanwezig zijn van de “lastdrager”, een jonge slaaf in wie de trekken van de “lijdende knecht des Heren” te herkennen zijn. Dat is ook de reden waarom dit spel juist in de lijdenstijd werd uitgezonden…